# Stonogobiops dracula
Stonogobiops dracula är en fiskart som beskrevs av Nicholas Vladimir Polunin och Lubbock, 1977. Stonogobiops dracula ingår i släktet Stonogobiops och familjen smörbultsfiskar. Inga underarter finns listade i Catalogue of Life.